# 張若需
张若需（1710年—1753年），字树彤，号中畯，安徽桐城人。清朝翰林、官员。

## 家族
张若需出身于桐城张氏望族，祖父张英为康熙年间大学士。父张廷璐为张英第三子，康熙五十七年（1718年）榜眼，官至礼部侍郎。伯父张廷玉，雍正年间官至大学士。

## 生平
张若需于乾隆二年（1737年）考中二甲第八名进士，选庶吉士，散馆授编修，充日讲起居注官，官至侍讲。若需为文甚丰，亦擅诗，著有《见吾轩诗集》、《从迈集》等。